# طوابع الجزائر 1970
يسجل هذا المقال الطوابع البريدية الجزائرية التي أصدرتها إدارة البريد في عام 1970.

## العموميات
تحمل الإصدارات عبارة « اَلْجُمهُورِيَّة اَلْجَزَائِرِيَّة اَلدِّيمُقرَاطِيَّة اَلشَّعبِيَّة » و« البريد » باللغة العربية. أما باللغة الفرنسية فهناك عبارتان هما « Algérie » والتي تعني الجزائر و« Postes » والتي تعني البريد، بالإضافة إلى قيمة اسمية محددة بالدينار جزائري

## قائمة الطوابع الصادرة
| 159 |  | المخطط الرباعي 1970-1973 - 0.25 دج القيمة الاسمية: 0٫25 دينار جزائري الكمية المطبوعة: 300٬000 طابع بريد تاريخ الإصدار: 31 يناير 1970، ‏23 يناير 1971 تاريخ السحب: 10 نوفمبر 1973، ‏9 نوفمبر 1974 الطول: 36 مليمتر الارتفاع: 22٫25 مليمتر التسنين: تثقيب 12½12 الرسام: بيريت لامبرت الطابع: |  | الوصف يمثل هذا الطابع الجزائري، الصادر سنة 1970، جزءًا من حملة توعوية داعمة للخطة الرباعية للتنمية 1970-1973، وهي إحدى أهم الاستراتيجيات الاقتصادية التي أطلقتها الدولة الجزائرية لبناء اقتصاد وطني قوي بعد الاستقلال. يتضمن تصميم الطابع عناصر رمزية تعبر عن الزراعة والتصنيع والتقدم: فلاح يقود جرارا، حقول زراعية، شمس مشرقة ترمز إلى الأمل والإنتاج، وجسر أو بنية تحتية صناعية في الخلفية. تستخدم الألوان الدافئة (البني، الأحمر، الأصفر) لتعكس طابع الأرض والعمل. |

| 160 |  | المخطط الرباعي 1970-1973 - 0.30 دج القيمة الاسمية: 0٫30 دينار جزائري الكمية المطبوعة: 500٬000 طابع بريد تاريخ الإصدار: 31 يناير 1970، ‏27 فبراير 1971 تاريخ السحب: 10 نوفمبر 1973، ‏31 مايو 1980 الطول: 49 مليمتر الارتفاع: 23 مليمتر التسنين: تثقيب ½13 الرسام: الطابع: |  | الوصف هذا الطابع الجزائري الصادر 31 يناير 1970 يجسد الرؤية الشاملة للدولة ضمن الخطة الرباعية للتنمية 1970-1973. يجمع التصميم بين عناصر متعددة ترمز إلى مجالات حيوية: الصناعة من خلال المصانع والمباني، النقل عبر السفن والطائرات والقطارات، الطاقة المتمثلة في السدود وأبراج الكهرباء، والاتصالات من خلال برج الإرسال. تعبر هذه الرموز عن الطموح الجزائري لتحقيق نمو متوازن يربط بين مختلف القطاعات والمناطق. |

| 161 |  | المخطط الرباعي 1970-1973 - 0.50 دج القيمة الاسمية: 0٫50 دينار جزائري الكمية المطبوعة: 300٬000 طابع بريد تاريخ الإصدار: 31 يناير 1970، ‏6 مارس 1971 تاريخ السحب: 10 نوفمبر 1973، ‏9 نوفمبر 1974 الطول: 36 مليمتر الارتفاع: 22٫25 مليمتر التسنين: تثقيب 12½12 الرسام: بشير يلس الطابع: |  | الوصف يمثل هذا الطابع الجزائري، الصادر 31 يناير 1970، جانبا رمزيا وفنيا من الخطة الرباعية للتنمية 1970-1973. صمم بأسلوب تجريدي يعتمد على الخطوط الهندسية والأشكال الصناعية، ويبرز فيه باللون البنفسجي مع عناصر سوداء تمثل مرافق صناعية، أنابيب، ومداخن. الطابع لا يظهر مشاهد واقعية، بل يعبر بأسلوب بصري حديث عن التحول الصناعي، ويجسد رؤية الدولة نحو بناء قاعدة إنتاجية قوية. استخدام الفن التجريدي. |

| 162 |  | يوم الطابع القيمة الاسمية: 0٫30 دينار جزائري الكمية المطبوعة: 2٬000٬000 طابع بريد تاريخ الإصدار: 28 فبراير 1970، ‏6 مارس 1971 تاريخ السحب: 10 نوفمبر 1973، ‏9 نوفمبر 1974 الطول: 22٫5 مليمتر الارتفاع: 37٫5 مليمتر التسنين: تثقيب ½11 الرسام: الطابع: |  | الوصف هذا الطابع الجزائري الصادر سنة 1970 بمناسبة "يوم الطابع" يبرز تطور وسائل توزيع البريد في الجزائر من الماضي إلى الحاضر، حيث يقارن بين مشهدين رمزيين: الأول يظهر وسيلة تقليدية لتوزيع الرسائل بواسطة الحمار في بيئة ريفية، والثاني يجسد وسيلة حديثة عبر سيارة بريدية (PTT) أمام مبنى رسمي. من خلال هذه المقارنة البصرية بين "أمس" و"اليوم"، يعكس الطابع التحول الذي عرفه قطاع البريد بعد الاستقلال، ويبرز جهود الدولة الجزائرية في تحديث وتطوير خدماتها الحيوية وتعزيز التواصل بين المواطنين. |

| 163 |  | الروبيان الأحمر الكبير القيمة الاسمية: 0٫30 دينار جزائري الكمية المطبوعة: 1٬000٬000 طابع بريد تاريخ الإصدار: 28 مارس 1970، ‏6 مارس 1971 تاريخ السحب: 10 نوفمبر 1973، ‏9 نوفمبر 1974 الطول: 23 مليمتر الارتفاع: 32٫5 مليمتر التسنين: تثقيب ½11 الرسام: الطابع: |  | الوصف يمثل هذا الطابع الجزائري، الصادر 28 مارس 1970، نوعا من القشريات البحرية يعرف علميًا باسم Aristeomorpha foliacea، وهو ما يعرف بالروبيان الأحمر العملاق. يظهر الروبيان في التصميم بلون أحمر على خلفية ذهبية، مما يبرز تفاصيله التشريحية بدقة. هذا الطابع يسلط الضوء على الثروات البحرية الجزائرية، خاصة في البحر الأبيض المتوسط، ويعكس اهتمام الدولة بالتنوع البيولوجي وبالاقتصاد البحري، لا سيما في مجالات الصيد البحري والتغذية. كما يُعد جزءًا من سلسلة طوابع توثّق البيئة الطبيعية والحياة المائية في الجزائر. |

| 164 |  | صدفة القلم القيمة الاسمية: 0٫40 دينار جزائري الكمية المطبوعة: 300٬000 طابع بريد تاريخ الإصدار: 28 مارس 1970، ‏27 مارس 1971 تاريخ السحب: 10 نوفمبر 1973، ‏9 نوفمبر 1974 الطول: 23 مليمتر الارتفاع: 32٫5 مليمتر التسنين: تثقيب ½11 الرسام: الطابع: |  | الوصف يمثل هذا الطابع الجزائري، الصادر 28 مارس 1970، صدفة بحرية من نوع Pinna nobilis، وتعرف باسم صدفة النبيلة أو صدفة الريش، وهي واحدة من أكبر أنواع المحار في البحر الأبيض المتوسط. يظهر التصميم اثنتين من هذه الصدفات بلونهما البني المائل إلى الذهبي، موضعتا على خلفية بلون أخضر يعكس البيئة البحرية التي تعيش فيها. |

| 165 |  | كم نبتون - ريتيبورا القيمة الاسمية: 0٫75 دينار جزائري الكمية المطبوعة: 300٬000 طابع بريد تاريخ الإصدار: 28 مارس 1970، ‏24 أبريل 1971 تاريخ السحب: 10 نوفمبر 1973، ‏9 نوفمبر 1974 الطول: 23 مليمتر الارتفاع: 32٫5 مليمتر التسنين: تثقيب ½11 الرسام: الطابع: |  | الوصف يمثل هذا الطابع الجزائري، كائنا بحريا يعرف علميًا باسم Retepora cellulosa، ويطلق عليه أحيانا اسم "أكمام نبتون" أو الشبكة المرجانية. يظهر في التصميم بتفاصيل دقيقة وألوان برتقالية ومذهبة على خلفية زرقاء، ما يبرز تعقيد بنيته وشكله الشبيه بالزهور أو المرجان. هذا الطابع جزء من سلسلة تبرز تنوع الحياة البحرية في الجزائر، ويظهر اهتمام الدولة آنذاك بالتوعية البيئية والعلمية من خلال الطوابع البريدية. |

| 166 |  | المرجان الأحمر القيمة الاسمية: 1 دينار جزائري الكمية المطبوعة: 300٬000 طابع بريد تاريخ الإصدار: 28 مارس 1970، ‏15 مايو 1971 تاريخ السحب: 10 نوفمبر 1973، ‏9 نوفمبر 1974 الطول: 23 مليمتر الارتفاع: 32٫5 مليمتر التسنين: تثقيب ½11 الرسام: الطابع: |  | الوصف يمثل هذا الطابع الجزائري، نوعًا من الشعاب المرجانية يعرف علميًا باسم Corallium rubrum، أو المرجان الأحمر، وهو من الكائنات البحرية النادرة والثمينة التي تعيش في أعماق البحر الأبيض المتوسط، بما في ذلك السواحل الجزائرية. يظهر التصميم فرعا من المرجان الأحمر يتفرع بشكل معقد، ويحيط به زهور بيضاء دقيقة على خلفية زرقاء تعكس بيئته الطبيعية تحت الماء. يعد المرجان الأحمر رمزا للجمال الطبيعي والثروة البيئية، كما استخدم تاريخيا في الحلي التقليدية بمنطقة شمال إفريقيا. |

| 167 |  | المعرض العالمي أوساكا - برتقال القيمة الاسمية: 0٫30 دينار جزائري الكمية المطبوعة: 1٬000٬000 طابع بريد تاريخ الإصدار: 25 أبريل 1970، ‏12 يونيو 1971 تاريخ السحب: 10 نوفمبر 1973، ‏31 مايو 1980 الطول: 30٫6 مليمتر الارتفاع: 23 مليمتر التسنين: تثقيب ¼12 الرسام: محمد تمام الطابع: |  | الوصف يمثل هذا الطابع الجزائري، مشاركة الجزائر في المعرض العالمي "إكسبو 70" بمدينة أوساكا باليابان. يظهر التصميم رسمة جميلة لمجموعة من البرتقال الناضج مع أوراقه وزهوره البيضاء، وهو أحد المنتجات الزراعية البارزة التي تشتهر بها الجزائر. يعكس الطابع الهوية الفلاحية والقدرة الإنتاجية الزراعية للجزائر، وخاصة في مجال الحمضيات، كما يروج لصورة البلاد في المحافل الدولية. اختيار البرتقال يرمز إلى الخصوبة، الحيوية، والانفتاح الاقتصادي. يعد هذا الطابع جزءا من جهود الجزائر لعرض ثرواتها الطبيعية ومنتجاتها في إطار التعاون والتبادل العالمي في فترة ما بعد الاستقلال. |

| 168 |  | المعرض العالمي أوساكا - الجناح الجزائري القيمة الاسمية: 0٫60 دينار جزائري الكمية المطبوعة: 500٬000 طابع بريد تاريخ الإصدار: 25 أبريل 1970، ‏26 يونيو 1971 تاريخ السحب: 10 نوفمبر 1973، ‏31 مايو 1980 الطول: 30٫6 مليمتر الارتفاع: 23 مليمتر التسنين: تثقيب ¼12 الرسام: الطابع: |  | الوصف يمثل هذا الطابع الجزائري، جناح الجزائر في المعرض العالمي "إكسبو 70" بمدينة أوساكا. يُظهر التصميم مبنى الجناح المعماري الحديث بتكويناته الهندسية البسيطة والمكعبة، مع لمسة زخرفية تقليدية على الجدار الجانبي، مما يعكس الدمج بين الحداثة والتراث في تصور الجزائر لهويتها الوطنية. |

| 169 |  | المعرض العالمي أوساكا - عنب القيمة الاسمية: 0٫70 دينار جزائري الكمية المطبوعة: 300٬000 طابع بريد تاريخ الإصدار: 25 أبريل 1970، ‏16 يناير 1971 تاريخ السحب: 10 نوفمبر 1973، ‏9 نوفمبر 1974 الطول: 30٫6 مليمتر الارتفاع: 23 مليمتر التسنين: تثقيب ¼12 الرسام: محمد تمام الطابع: |  | الوصف يمثل هذا الطابع الجزائري، مشاركة الجزائر في المعرض العالمي "إكسبو 70" باليابان، ويصور عنقودين من العنب الأحمر والأخضر، مع خلفية زرقاء فاتحة تبرز نقاء المنتج الطبيعي. يرمز هذا الطابع إلى الثروة الزراعية الجزائرية، وبخاصة إنتاج العنب الذي يعد من المحاصيل المهمة في عدة مناطق من البلاد. |

| 170 |  | السنة العالمية للزيتون 1969-1970 القيمة الاسمية: 1 دينار جزائري الكمية المطبوعة: 500٬000 طابع بريد تاريخ الإصدار: 16 مايو 1970 تاريخ السحب: 10 نوفمبر 1973 الطول: 30٫6 مليمتر الارتفاع: 23 مليمتر التسنين: تثقيب ¼12 الرسام: محمد تمام الطابع: |  | الوصف يمثل هذا الطابع الجزائري، الصادر 16 مايو 1970، مشاركة الجزائر في السنة العالمية للزيتون، كما هو مذكور في الجهة اليسرى: "السنة العالمية للزيتون 69–70". يظهر الطابع فرعين من شجرة الزيتون: أحدهما يحمل زيتونًا أخضر، والآخر زيتونًا أسود، وإلى جانبهما زجاجة زيت زيتون جزائري كتب عليها "Huile d’olive Algérie". يجسد هذا التصميم بدقة واعتزاز أهمية شجرة الزيتون في الفلاحة والثقافة الجزائرية، حيث تعد من أقدم وأهم الأشجار المثمرة في البلاد، وخاصة في مناطق التل والقبائل. الطابع يبرز أيضًا جودة زيت الزيتون الجزائري، كمنتج طبيعي ذو قيمة غذائية واقتصادية، ويعبر عن هوية فلاحية متجذرة، ويأتي ضمن جهود الجزائر للترويج لمنتجاتها الزراعية في المحافل الدولية. |

| 171 |  | المبنى الجديد للاتحاد البريدي العالمي القيمة الاسمية: 0٫75 دينار جزائري الكمية المطبوعة: 300٬000 طابع بريد تاريخ الإصدار: 30 مايو 1970، ‏16 يناير 1971 تاريخ السحب: 10 نوفمبر 1973، ‏9 نوفمبر 1974 الطول: 36 مليمتر الارتفاع: 26 مليمتر التسنين: تثقيب ¼12 الرسام: بشير يلس الطابع: |  | الوصف يمثل هذا الطابع الجزائري، الصادر سنة 1970، الاحتفاء بـالمقر الجديد للاتحاد البريدي العالمي في مدينة برن بسويسرا. يظهر التصميم مبنى المقر الجديد بشكل هندسي واضح، وفي الأعلى تمثال كوني لناس مجنحة تدور حول الكرة الأرضية، وهو شعار الاتحاد. |

| 172 |  | بنادق القيمة الاسمية: 0٫40 دينار جزائري الكمية المطبوعة: 300٬000 طابع بريد تاريخ الإصدار: 27 يونيو 1970، ‏16 يناير 1971 تاريخ السحب: 10 نوفمبر 1973، ‏9 نوفمبر 1974 الطول: 45 مليمتر الارتفاع: 26 مليمتر التسنين: تثقيب ¼12 الرسام: محمد تمام الطابع: |  | الوصف يمثل هذا الطابع الجزائري، زوجا من بنادق الصيد التقليدية من القرن الثامن عشر. تعرض البنادق بشكل متقاطع على خلفية صفراء ساطعة، مع زخارف دقيقة تزين الأخشاب والمعدن، ما يعكس الزخرفة الحرفية العالية التي كانت تميز الأسلحة الجزائرية التقليدية. |

| 173 |  | سيف القيمة الاسمية: 0٫75 دينار جزائري الكمية المطبوعة: 300٬000 طابع بريد تاريخ الإصدار: 27 يونيو 1970 تاريخ السحب: 10 نوفمبر 1973 الطول: 26 مليمتر الارتفاع: 45 مليمتر التسنين: تثقيب ¼12 الرسام: محمد تمام الطابع: |  | الوصف يمثل هذا الطابع الجزائري، سيفا تقليديا من القرن الثامن عشر. يظهر السيف بزخارف دقيقة وغمد منحني باللون الأزرق الفاتح على خلفية حمراء، تحيط بها نقوش وإطارات مزخرفة مستوحاة من الفن الإسلامي. الكتابات باللغتين العربية والفرنسية تشير إلى الفترة التاريخية وأهمية هذا السلاح التقليدي في التراث الجزائري. |

| 174 |  | مسدس القيمة الاسمية: 1 دينار جزائري الكمية المطبوعة: 300٬000 طابع بريد تاريخ الإصدار: 27 يونيو 1970 تاريخ السحب: 10 نوفمبر 1973 الطول: 45 مليمتر الارتفاع: 26 مليمتر التسنين: تثقيب ¼12 الرسام: محمد تمام الطابع: |  | الوصف يمثل هذا الطابع الجزائري، مسدسا تقليديا من القرن الثامن عشر، ويظهر قطعة فنية رائعة من الأسلحة القديمة ذات الزخرفة اليدوية الغنية بالنقوش والزينة، ما يعكس البراعة الحرفية والصناعات المعدنية التقليدية في الجزائر خلال العهد العثماني. الخلفية الخضراء والإطار المزخرف يضفيان على التصميم طابعا تراثيا أنيقا، بينما تشير الزخارف الإسلامية على المسدس إلى الذوق الجمالي الرفيع الذي كان يدمج حتى في الأدوات الحربية آنذاك. |

| 175 |  | الذكرى 25 لتأسيس جامعة الدول العربية القيمة الاسمية: 0٫30 دينار جزائري الكمية المطبوعة: 385٬000 طابع بريد تاريخ الإصدار: 25 يوليو 1970 تاريخ السحب: 10 نوفمبر 1973 الطول: 36 مليمتر الارتفاع: 26 مليمتر التسنين: تثقيب ¼10 الرسام: بشير يلس الطابع: |  | الوصف يمثل هذا الطابع الجزائري، الذكرى الخامسة والعشرين لتأسيس جامعة الدول العربية. يظهر التصميم خريطة الدول العربية باللون البرتقالي محاطة بإكليل زيتون، وهو رمز السلام والوحدة، مع شعار الجامعة في الأعلى، وإلى جانبه علمها الأخضر. الخلفية الزرقاء والإطار المزخرف بأسلوب عربي إسلامي يضفي على الطابع طابعا رسميا واحتفاليا. |

| 176 |  | الذكرى المئوية لميلاد لينين القيمة الاسمية: 0٫30 دينار جزائري الكمية المطبوعة: 275٬000 طابع بريد تاريخ الإصدار: 29 أغسطس 1970 تاريخ السحب: 10 نوفمبر 1973 الطول: 22 مليمتر الارتفاع: 36 مليمتر التسنين: تثقيب ¾10 الرسام: الطابع: |  | الوصف يمثل هذا الطابع الجزائري، إحياء للذكرى المئوية لميلاد فلاديمير لينين (1870–1924)، قائد الثورة البلشفية ومؤسس الاتحاد السوفيتي. يحمل الطابع رسما بسيطا بالألوان البنية لوجه لينين في وضعية تفكير، بأسلوب فني كلاسيكي، وتحته النص: "Centenaire de la Naissance de Lénine" (مئوية ميلاد لينين). إصدار هذا الطابع يعبر عن تضامن الجزائر الثورية مع الحركات التقدمية والاشتراكية العالمية، خاصة في سياق الحرب الباردة، والعلاقات الوثيقة التي ربطت الجزائر بعد الاستقلال بالاتحاد السوفيتي. كما يبرز تبني الجزائر آنذاك لقيم النضال، التحرر، والعدالة الاجتماعية. |

| 177 |  | قصر المعارض الجديد القيمة الاسمية: 0٫60 دينار جزائري الكمية المطبوعة: 300٬000 طابع بريد تاريخ الإصدار: 11 سبتمبر 1970 تاريخ السحب: 10 نوفمبر 1973 الطول: 48 مليمتر الارتفاع: 22 مليمتر التسنين: تثقيب ¾13 الرسام: الطابع: |  | الوصف يمثل هذا الطابع الجزائري، تخليدا لـتدشين قصر المعارض بالصنوبر البحري بالجزائر العاصمة. يظهر في التصميم مبنى حديث ضخم بخطوط معمارية واضحة ومتناغمة، يجسد الأسلوب المعماري العصري الذي ميز مرحلة ما بعد الاستقلال، مع شعار المعرض في أعلى التصميم. قصر المعارض يعد من أبرز المرافق الاقتصادية والثقافية التي أنشئت في تلك الفترة، ليكون مركزا لاحتضان المعارض التجارية، الصناعية، والثقافية، مما يرمز إلى انفتاح الجزائر على العالم وترويج منتوجاتها الوطنية. |

| 178 |  | السنة الدولية للتعليم - الإنسان الشامل القيمة الاسمية: 0٫30 دينار جزائري الكمية المطبوعة: 950٬000 طابع بريد تاريخ الإصدار: 24 أكتوبر 1970 تاريخ السحب: 10 نوفمبر 1973 الطول: 40 مليمتر الارتفاع: 34 مليمتر التسنين: تثقيب ½11 الرسام: الطابع: |  | الوصف يمثل هذا الطابع مشاركة الجزائر في السنة الدولية للتربية، ويجسد التزام الدولة بالتعليم كوسيلة لبناء الإنسان والمجتمع بعد الاستقلال. يظهر في التصميم وجه إنساني بتأثير بصري حلزوني يرمز إلى العقل والمعرفة، محاطًا برموز مختلفة: لوحة مكتوب عليها "التربية" ترمز إلى التعليم اللغوي والثقافي، ورمز ذري يعبر عن العلوم والتكنولوجيا، إلى جانب أشكال نباتية ترمز إلى النمو والتطور. |

| 179 |  | السنة الدولية للتعليم - زخرفة قرآنية القيمة الاسمية: 3 دينار جزائري الكمية المطبوعة: 300٬000 طابع بريد تاريخ الإصدار: 24 أكتوبر 1970 تاريخ السحب: 10 نوفمبر 1973 الطول: 31 مليمتر الارتفاع: 42 مليمتر التسنين: تثقيب ¾10 الرسام: محمد راسم الطابع: |  | الوصف يمثل هذا الطابع مشاركة البلاد في السنة الدولية للتربية، ويجسد ذلك من خلال تصميم فني راقٍ يصور صفحة مخطوطة قرآنية مزخرفة على الطراز الإسلامي التقليدي. تتوسط التصميم حديث نبوي "اطلبوا العلم من المهد إلى اللحد" مكتوب بخط عربي ومحاط بإطار غني بالزخارف النباتية والهندسية، وهو عمل مستوحى من فنون التذهيب والمخطوطات الإسلامية، وينسب إلى الفنان الجزائري محمد راسم. |

| 180 |  | جامع تلمسان الكبير القيمة الاسمية: 0٫30 دينار جزائري الكمية المطبوعة: 51٬215٬000 طابع بريد تاريخ الإصدار: 28 نوفمبر 1970 تاريخ السحب: 31 مايو 1980 الطول: 32 مليمتر الارتفاع: 22 مليمتر التسنين: تثقيب ¼10 الرسام: بشير يلس الطابع: |  | الوصف يمثل هذا الطابع صورة فنية لداخل الجامع الكبير بتلمسان، أحد أعرق المساجد في الجزائر. يظهر التصميم بهو المسجد وأقواسه المتتالية بأسلوب معماري أندلسي مرابطي، يبرز فيه جمال الخطوط والزخرفة الهندسية والنور المنبعث من الداخل. |

| 181 |  | جامع سيدي عقبة القيمة الاسمية: 1 دينار جزائري الكمية المطبوعة: 19٬650٬000 طابع بريد تاريخ الإصدار: 28 نوفمبر 1970 تاريخ السحب: 31 مايو 1980 الطول: 22 مليمتر الارتفاع: 32 مليمتر التسنين: تثقيب ¼10 الرسام: بشير يلس الطابع: |  | الوصف يمثل هذا الطابع، مشهدًا فنيا دقيقا لمحراب مسجد سيدي عقبة، أحد أقدم المساجد في الجزائر، والذي يقع بالقرب من مدينة بسكرة. يظهر التصميم المحراب بقوسه المزخرف وأعمدته المستوحاة من العمارة الإسلامية المبكرة، مع ألوان دافئة تجمع بين الأصفر والأزرق. |

| 182 |  | الفنون الجميلة القيمة الاسمية: 0٫75 دينار جزائري الكمية المطبوعة: 300٬000 طابع بريد تاريخ الإصدار: 27 يونيو 1970 تاريخ السحب: 10 نوفمبر 1973 الطول: 26 مليمتر الارتفاع: 45 مليمتر التسنين: تثقيب ¼12 الرسام: محمد تمام الطابع: |  | الوصف يمثل هذا الطابع احتفاء بالفنون الجميلة في الجزائر المستقلة، ويجسد برمزيته البصرية الغنية رؤية فنية حديثة تمزج بين التراث الشعبي والتعبير المعاصر. يتضمن التصميم تكوينا تجريديا لرجلا وسط زخارف نباتية ورموز ثقافية، بألوان زاهية (البرتقالي، الأخضر، الأسود)، ما يضفي طابعا ديناميكيا واحتفاليا على الطابع. |